# Episodi di Hello, Larry (seconda stagione)
La seconda e ultima stagione della sitcom Hello, Larry è stata trasmessa negli Stati Uniti dal 14 settembre 1979 al 30 aprile 1980.
| N° | Titolo originale                | Prima TV USA      |
| -- | ------------------------------- | ----------------- |
| 1  | Feudin' and Fussin': Part 2     | 28 settembre 1979 |
| 2  | Ruthie Grows Up: Part 1         | 5 ottobre 1979    |
| 3  | Ruthie Grows Up: Part 2         | 5 ottobre 1979    |
| 4  | Hello, Marion: Part 1           | 12 ottobre 1979   |
| 5  | Hello, Marion: Part 2           | 19 ottobre 1979   |
| 6  | Goodbye, Marion                 | 26 ottobre 1979   |
| 7  | The Nude Emcee                  | 7 novembre 1979   |
| 8  | Morgan the Boss                 | 14 novembre 1979  |
| 9  | Marion's Fiancé                 | 21 novembre 1979  |
| 10 | Thanksgiving Crossover: Part 2  | 28 novembre 1979  |
| 11 | Diane Drinks                    | 5 dicembre 1979   |
| 12 | Tommy the Houseguest            | 12 dicembre 1979  |
| 13 | Larry's Father                  | 19 dicembre 1979  |
| 14 | Money from Home                 | 9 gennaio 1980    |
| 15 | The Neighbor Dies               | 16 gennaio 1980   |
| 16 | The Blind Friend                | 23 gennaio 1980   |
| 17 | Love Around the Corner          | 30 gennaio 1980   |
| 18 | Larry's Mid-Life Crisis: Part 1 | 13 febbraio 1980  |
| 19 | Larry's Mid-Life Crisis: Part 2 | 20 febbraio 1980  |
| 20 | Larry's Mid-Life Crisis: Part 3 | 27 febbraio 1980  |
| 21 | The Rock Star: Part 1           | 5 marzo 1980      |
| 22 | The Rock Star: Part 2           | 12 marzo 1980     |
| 23 | The Protégé                     | 2 aprile 1980     |
| 24 | Yearning                        | 30 aprile 1980    |